# Ангиста (село)
Вижте пояснителната страница за други значения на Ангиста.
Ангѝста (на гръцки: Αγγίστα) е село в Егейска Македония, Гърция, дем Амфиполи, област Централна Македония. В околностите му през май 1913 година, в навечерието на Междусъюзническата война, се състои битка между български и гръцки войски.

## География
Ангиста е разположено в северозападното подножие на планината Кушница (Пангео). Селото се намира на около 5 km северно от Кюпкьой (Проти).

## История

### Етимология
Според Йордан Н. Иванов името е от тракийското Αγγίτης, сравнимо с името на река Angit-ula в Южна Италия. Името е спометано още в Античността от Херодот. Апиан в разказа си за битката при Филипи споменава река Гангас, Гангитес. Обликът Анжѝста е с г > ж по първа палатизация.

### Античност
На нисък хълм близо до южния бряг на река Драматица, североизточно от село Ангиста са разположени руините на античен град, съществувал от V век пр. Хр. до XIV век сл. Хр.

### В Османската империя
На базата на личните имена в поменик в Кушнишкия манастир, в който са записани и жители на Ангиста от началото на XVIII век, Стою Шишков и Йордан Попгеоргиев смятат, че по това време селото все още е българско.
Църквата „Свети Йоан Предтеча“ е трикорабна базилика от XIX век.
Гръцка статистика от 1866 година показва Андзиста (Αντζίστα) като село с 300 жители гърци и 200 турци. Александър Синве („Les Grecs de l’Empire Ottoman. Etude Statistique et Ethnographique“), който се основава на гръцки данни, в 1878 година пише, че в Антиста (Anthista) живеят 360 гърци. В „Етнография на вилаетите Адрианопол, Монастир и Салоника“, издадена в Константинопол в 1878 година и отразяваща статистиката на населението от 1873 Анчища (Antchischta) е посочено като село със 106 домакинства и 90 жители мюсюлмани и 200 гърци.
В 1889 година Стефан Веркович (Топографическо-этнографическій очеркъ Македоніи) отбелязва Анджиста като село със 109 гръцки и 60 турски къщи. Според Георги Стрезов към 1891 Анджиста е гръцко село.
Към 1900 година според статистиката на Васил Кънчов („Македония. Етнография и статистика“), населението на Ханджиста брои 180 българи-християни, 250 турци и 300 гърци. По данни на секретаря на Българската екзархия Димитър Мишев („La Macédoine et sa Population Chrétienne“) в 1905 година в Ханджища (Handjichta) има 500 гърци.

### В Гърция
След Междусъюзническата война селото попада в Гърция. Според преброяването от 1928 година селото е смесено местно-бежанско със 110 бежански семейства и 407 души.
| Име                  | Име        | Ново име      | Ново име      | Описание                                                          |
| -------------------- | ---------- | ------------- | ------------- | ----------------------------------------------------------------- |
| Пурнаджик            | Πουρνατζίκ | Пурнари       | Πουρνάρι      | възвишение на ЮЗ от Ангиста (223 m)                               |
| Кумсалия             | Κουμσάλια  | Амудес        | Άμμούδες      | река и възвишение на ЗЮЗ от Ангиста                               |
| Лапатка или Лапаткас | Λαπάτκας   | Скапанис Рема | Σκαπάνης Ρέμα | река на СЗ от Ангиста и на И от Рахово, десен приток на Драматица |
| Лофкес               | Λόφκες     | Елафи         | Έλάφι         |                                                                   |
| Гирла или Грилас     | Γκίρλα     | Вромокорфи    | Βρομοκορφή    | възвишение на СЗ от Ангиста (193,6 m)                             |
| Кара Таш             | Καρά Τάς   | Маври Петра   | Μαύρη Πέτρα   | възвишение на С от Ангиста (180,2 m)                              |
| Кьой дере            | Κιόϊ Ντερέ | Ангистис Рема | Άγγίστης Ρέμα | река, минаваща през Ангиста                                       |

| Година    | 1913 | 1920 | 1928 | 1940 | 1951 | 1961 | 1971 | 1981 | 1991 | 2001 | 2011 | 2021 |
| --------- | ---- | ---- | ---- | ---- | ---- | ---- | ---- | ---- | ---- | ---- | ---- | ---- |
| Население |      |      |      |      |      |      |      |      | 451  | 341  | 295  | 210  |